# Ptolémaïs (fille de Ptolémée Ier)
Pour les articles homonymes, voir Ptolémaïs.
Ptolémaïs (Πτολεμαίς / Ptolemaís) est une princesse lagide, fille de Ptolémée Ier et de sa troisième épouse Eurydice.
Elle est fiancée à Démétrios Ier Poliorcète dès 300 av. J.-C. pour devenir enfin, en 287 av. J.-C. à Milet, sa cinquième épouse. Elle est la mère de Démétrios Kalos (le Beau), un moment roi de Cyrène.
La source antique principale est la Vie de Démétrios de Plutarque.